# Agressivité

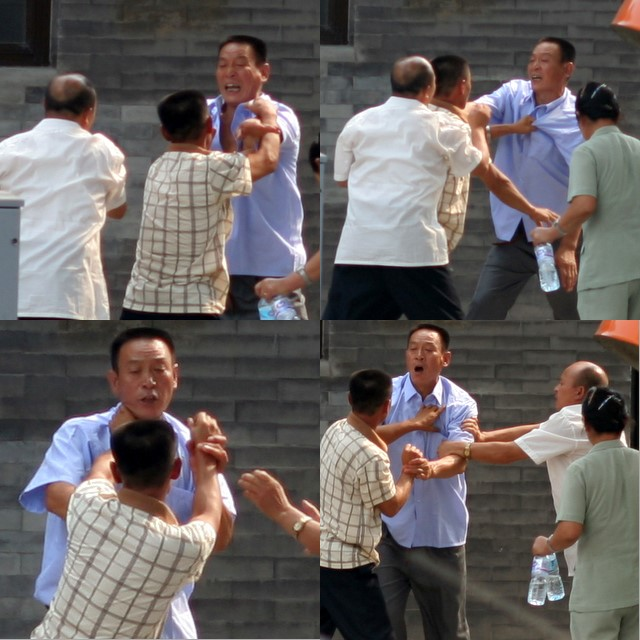
Affrontement physique dans la rue liée à l'agressivité (Chine).

L'agressivité est une modalité du comportement des êtres vivants qui se manifeste par des actions où la violence est dominante. L'agressivité peut s'exprimer à l'égard des congénères (hétéroagressivité) ou à l'égard des autres animaux. Mais déviée de sa voie primitive, elle peut se manifester contre des objets et même se retourner contre soi (autoagressivité, automutilation), ressort inconscient de certains suicides.
Elle prend des formes aussi diverses que les différents types de relation au sein d'un écosystème ou d'une culture donnée.

## Éthologie

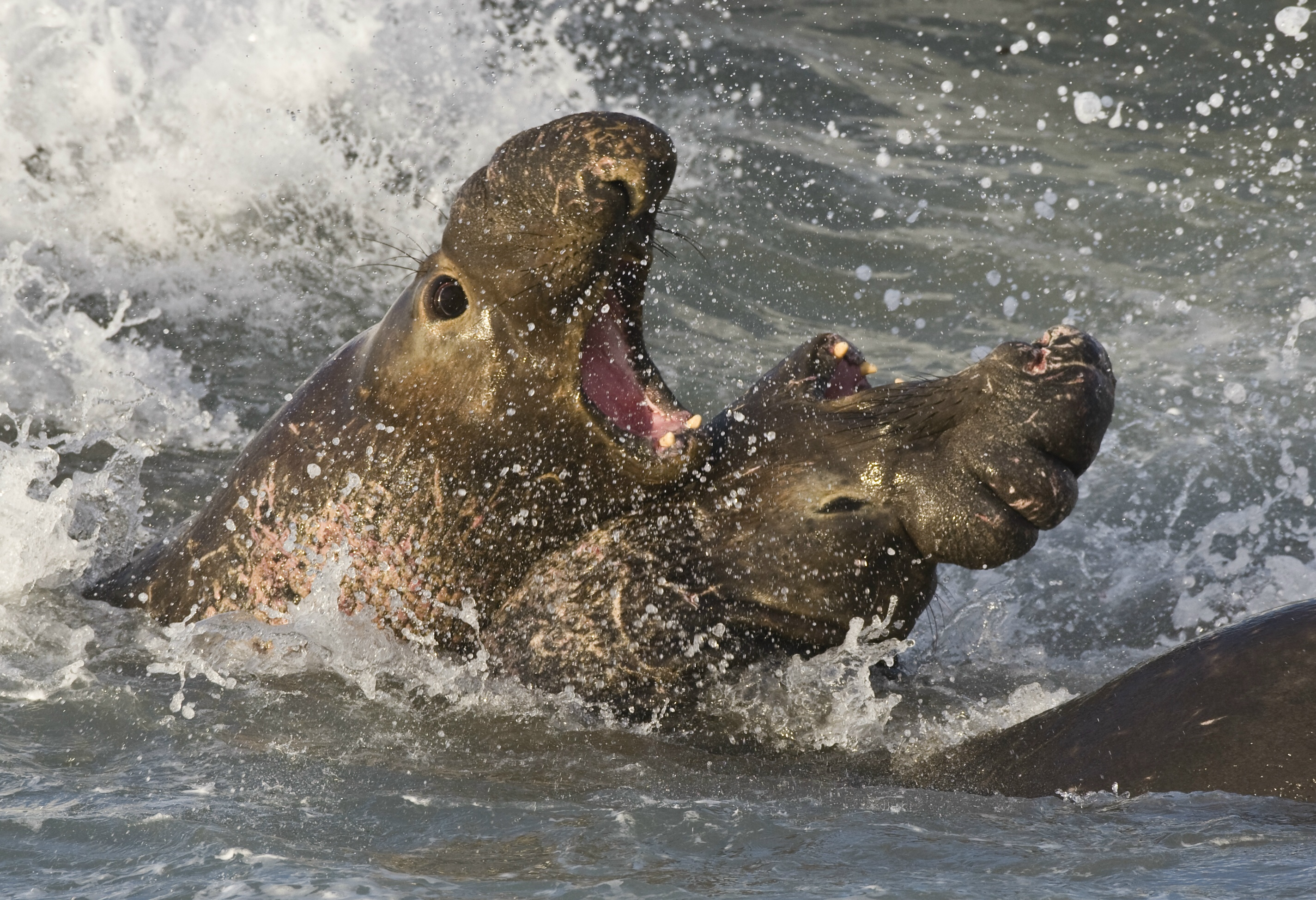
Deux éléphants de mer du nord mâles se battant pour le contrôle d'un territoire et de femelles (Californie).

L'agressivité se comprend comme un instinct, lequel peut renvoyer à :
- l'instinct de survie quand elle permet de se défendre ;
- l'instinct de reproduction suscitant la concurrence entre mâles ;
- l'instinct parental, lorsqu'un animal protège ses descendants.

Les attitudes ou les gestes agressifs sont plus ou moins tolérés par les codes sociaux et leurs conséquences sont très variables d'une société à l'autre, d'un groupe social à l'autre et selon les époques.
L'agressivité pathologique est présente à des degrés divers dans les tableaux cliniques de troubles de la personnalité de type névrotique, psychotique, psychopathe ou épileptique.
Konrad Lorenz a mis en avant l'agressivité chez toute espèce animale comme facteur positif de sa conservation : il la comprend donc plus comme un élément vital que comme un instinct de mort. Cette agressivité ne doit cependant pas être comprise comme une priorité donnée à la violence ni même aux tensions latentes des rapports de force. Il s'agit davantage d'une énergie dont les diverses cultures optimisent les formes d'expression. Ces formes ne sont autre chose que les rites : manifestations codifiées se substituant à des actions d'agressivité stériles ou néfastes.

## Agressivité humaine
Souvent employé de manière métaphorique, le terme « agressivité » désigne une violence physique ou verbale manifestée avec une intention hostile. Elle est donc une des formes de la violence, celle-ci désignant tous les actes pouvant causer des dommages sur autrui ou quelque chose, qu'il y ait une intention de nuire ou non. Un orage peut ainsi être violent, sans être agressif, de même qu'une compétition sportive ou un débat intellectuel de haute intensité.
L'agressivité, étudiée par Konrad Lorenz en éthologie animale, se rapporte à la territorialité et à l'accouplement. Chez l'humain, elle se situe aux niveaux organique, social et culturel. Sur le plan culturel, la violence physique est plus ou moins valorisée d'une population à l'autre et d'une époque à l'autre. Sur le plan social, cette violence physique est un moyen de communication, c'est-à-dire une forme d'interaction, plus ou moins « normale » d'un groupe social à un autre.
Violence domestique, violence urbaine, violence scolaire et d'autres formes d'incivilité sont représentatives de cette forme de communication, en cours plus dans un pays que dans un autre.
Sur le plan organique, il existe les cas de sham rage chez l'animal et chez l'humain où le comportement exprime un état de rage violente, sans raison apparente dans l'environnement immédiat. Ces cas semblent illustrer les contes et légendes du loup-garou (Werwolf : loup de guerre, une des sources étymologiques) qui apparaît d'un homme ordinairement paisible à certaines nuits ou aux lunaisons, ce qui laisse soupçonner l'influence directe du paléocéphale ou cerveau reptilien qui constitue le tronc cérébral. Ce soupçon est confirmé en observant le comportement d'un animal décortiqué dont les lésions du système limbique interdisent le contrôle des centres supérieurs sur l'activité de l'hypothalamus.

### Différence entre les sexes
En 1974, dans Psychology of Sex Differences, Eleanor Maccoby et Carol Jacklin, psychologues de l'université de Stanford, concluaient que les différences entre les sexes étaient minimes dans la plupart des traits psychologiques, mais considérables en matière d'agressivité.
Selon un rapport de 1999 de la psychologue Anne Campbell de l'Université de Durham en Angleterre, les hommes commettent près de 90 % des meurtres aux États-Unis et plus de meurtres que les femmes dans tous les pays examinés par les chercheurs. Les enquêteurs ont constamment constaté qu'en dehors de l'activité criminelle, les hommes présentent des niveaux d'agression physique plus fréquents et plus extrêmes, à une exception près : dans les conflits domestiques, où les rôles sont souvent inversés.
Dans une méta-analyse de 2004 de 196 études, le psychologue John Archer de l'Université de Central Lancashire en Angleterre montre que les hommes sont plus agressifs physiquement (selon diverses mesures) que les femmes à tous les âges, la différence culminant entre 20 et 30 ans. Cette différence entre les sexes s'étend aux 10 pays examinés par Archer, qui comprenaient notamment les États-Unis, la Finlande, l'Espagne, l'Inde, le Japon et la Nouvelle-Zélande. En outre, les études révèlent que les hommes sont également plus agressifs psychiquement. Comparés aux femmes, ils entretiennent des fantasmes homicides plus fréquents et durables, pensent plus souvent à se venger de leurs ennemis et rapportent davantage de rêves d'agressions physiques.
John Archer a ainsi étudié les écarts de niveau d’agressivité entre hommes et femmes au sein des couples. Il observe une différence correspondant à une « taille d'effet » de 0,4, montrant que les hommes sont, en moyenne, plus agressifs que les femmes. Néanmoins, la différence fondamentale apparaît quand on mesure le « sex ratio » (nombre d’hommes par femme) dans l’ensemble des personnes ayant une agressivité supérieure à chaque niveau. À partir du niveau d’agressivité 100, un déséquilibre entre les hommes et les femmes apparaît. Parmi les personnes ayant une agressivité dépassant 150, il y a 3 fois plus d’hommes que de femmes. Parmi les personnes ayant un niveau de 180 ou plus, on trouve 5 fois plus d’hommes que de femmes. Le psychologue estime que l'agressivité masculine fait partie d'un complexe adaptatif sexuellement sélectionné.
Pourtant, des études montrent que les femmes sont au moins aussi enclines à ressentir de la colère que les hommes et qu'elles se battent beaucoup. Au lieu d'exprimer leurs émotions de colère par la violence, les femmes auraient tendance à utiliser ce qu'en 1995 la psychologue Nicki Crick nomme « l'agression relationnelle », une forme caractérisée par la manipulation sociale. Popularisée par des livres tels que Odd Girl Out: The Hidden Culture of Aggression in Girls, de Rachel Simmons (Harcourt, 2002), l'agression relationnelle comprend la propagation de rumeurs, les commérages, le regard furieux, le roulement des yeux, le mutisme actif, l'envoi de notes désagréables ou des messages derrière le dos des rivaux, excluant les autres des rassemblements sociaux, se moquant de l'apparence des concurrents et assorties d'autres attaques furtives. Les femmes opteraient pour de telles tactiques d'une part, parce qu'elles ont été socialisées pour ne pas montrer ouvertement leur hostilité, de l'autre, parce que leur manque relatif de force physique fait que la violence semble une stratégie moins prometteuse.
Contrairement au stéréotype populaire, les femmes sont aussi tout aussi susceptibles que les hommes d'exprimer de l'hostilité, dans ce cas physiquement, dans le cadre d'une relation amoureuse. Les recherches d'Archer et du sociologue Murray Straus démontrent que les hommes et les femmes présentent des taux de violence à peu près égaux au sein des relations, voire que les taux d'agression physique des femmes sont légèrement plus élevés. Il n'en demeure pas moins que la violence domestique dans les relations entre partenaires constitue une plus grande menace pour les femmes que pour les hommes. Les femmes subissent près des deux tiers des blessures, en grande partie parce que les hommes sont en moyenne plus forts que les femmes. De plus, les femmes et les hommes diffèrent dans la sévérité de leurs actions.
Longtemps, la plupart des psychologues ont pensé que les différences dans le degré d'agression physique des hommes et des femmes découlaient en grande partie du renforcement sociétal des rôles de genre traditionnels. Bien que les facteurs sociaux expliquent sans doute une partie des différences, le psychologue Raymond Baillargeon et ses collègues, dans une étude publiée en 2007, révèlent que dès l'âge de 17 mois, 5 % des garçons mais seulement 1 % des filles se livrent à des agressions physiques fréquentes, comme des coups de pied et des morsures. De plus, cet écart ne se creuse pas entre 17 et 29 mois, comme on pourrait s'y attendre si des influences environnementales telles que la socialisation par les parents étaient en cause. Ces résultats suggèrent que des facteurs biologiques, tels que les effets de la testostérone sur la fonction cérébrale, contribuent aux différences sexuelles dans les comportements violents,.

## Biologie
En 1892, le docteur Golz a démontré que l'ablation de la partie frontale du cerveau d'un chien transforme un animal doux et paisible en une bête féroce capable d'attaques subites, vicieuses et violentes, sans provocation apparente. Ce n'est qu'en 1937 que le docteur James Papez a identifié le système limbique, dans le cerveau, qui se rapporte aux émotions. La violence qui émane des décharges du système limbique s'effectue sans aucune intention de la personne qui l'exhibe. Les neurosciences situent les sites les plus importants dans le déclenchement des déferlements de violence sur les aires frontales et préfrontales, dans l'amygdale, l'hippocampe et dans l'hypothalamus qui sont toutes les composantes du système limbique. Les traumatismes crâniens et les lésions cérébrales se retrouvent souvent dans des cas d'actes de violence agressives examinés par des neurologues.
Certaines carences alimentaires peuvent induire des comportements agressifs ou violents (Joseph R Hibbeln a montré à partir de statistiques provenant de 5 pays que le taux d'homicide volontaire était étroitement corrélé (r=0,94) à la consommation en acide linoléique omega 6).
La neurologie nomme « syndrome du dyscontrôle épisodique » les cas de conduite paisible ordinaire passant momentanément à un comportement violent, quand ils sont reliés à la fois à des lésions cérébrales et à la chimie du cerveau. Cet affaiblissement du contrôle indique une prédisposition à l'agressivité déjà installée.

### Évolution
L’agressivité est un comportement omniprésent chez les espèces du royaume animal. Ce comportement consiste à prendre part à des combats ou à des démonstrations entre individus d’une même espèce (compétition intra-spécifique) ou entre individus d’espèces différentes (compétition interspécifique). Dans le cas de cette dernière, elle a été définie par Lotka (1956) comme un décroissement densité-dépendant de la capacité des individus d’une espèce à survivre ou se reproduire lorsque des individus d’une autre espèce sont présents (Nishikawa, 1985). Des salamandres terrestres, Plethodon jordani et Plethodon glutinosus ont été étudiées par Nishikawa (1985) pour évaluer les conséquences évolutives de la compétition interspécifique. Dans cette étude, les effets de la compétition interspécifique sur l’évolution des mécanismes d’interférence spécifique ont été étudiés en comparant le comportement agressif des deux espèces de salamandre. Il a été possible d’observer qu’une amélioration de la capacité compétitive par l’acquisition de mécanismes d’interférence interspécifique a eu lieu sur P. glutinosus sous des conditions à forte compétition.
Le comportement agressif est sujet à des processus de sélection naturelle. En effet, les différences dans l’agressivité sont le produit de l’adaptation des individus aux conditions environnementales et aux interactions avec les individus qui les entourent. Dans toutes les espèces animales, les facteurs biologiques fondamentaux des individus comme l’âge et le sexe ont une forte influence sur le comportement. Il est donc nécessaire de comprendre les contrastes existant entre chaque individu (Dall et al. 2004). Si les différents types de « personnalité » entre les individus d’une population sont liés à la morphologie et autres caractères biologiques, il est possible que ces différences aient un effet sur les réponses des populations aux changements dans leur environnement. Cela peut donc influencer la conservation de changements adaptatifs et la spéciation (Dall et al. 2004).
Concept de RHP
Le but d’un comportement agressif est soit d’obtenir, soit de défendre des ressources. Dans la plupart des cas, ce comportement n’est pas physique. En effet, il a été remarqué qu’en n’utilisant que des démonstrations face à face, le Resource Holding Power (RHP, pouvoir de garde des ressources) relatif de chaque individu peut être évalué. Ceci permet donc d’éviter un combat physique lorsqu’un des individus ‘se rend compte’ que l’autre possède de plus grandes chances de gagner le combat. De plus, l’énergie de chaque individu disponible pour le combat (son budget de fitness) aide aussi à déterminer quelle est la meilleure stratégie à choisir (se battre ou abandonner) (Parker, 1974).
Comme ces comportements agressifs prennent place lors d’un combat pour des ressources, il est aussi important de prendre en compte le point de départ de chaque individu au moment du début des démonstrations. Ceci affectera significativement la stratégie choisie par chaque individu : Si l’individu possède des ressources et se trouve dans la situation de les défendre, il ne prendra pas en compte que son RHP et son budget fitness mais aussi la valeur de ses ressources et l’énergie dépensée pour les obtenir et les maintenir avant l’apparition de l’attaquant. Si l’individu ne possède pas des ressources et se trouve dans la situation d’essayer d’en enlever à un possesseur, il prendra en compte son RHP, son budget de fitness et la possibilité d’obtenir d’autres ressources sans avoir à se battre.
En effet, c’est la combinaison de ces critères qui aboutissent à une décision finale lors d’un face-à-face. Comme le possesseur a normalement plus à perdre, il sera avantagé si les deux RHP sont égaux. Ceci fait que, pour qu’un attaquant puisse enlever les ressources à un possesseur, son RHP doit être considérablement supérieur à celui du possesseur (Parker, 1974). Ces restrictions dans le choix d’une stratégie agissent comme agent de sélection pour l’amélioration de la capacité à percevoir les habiletés des adversaires lors d’un face-à-face. Cependant, ceci n’est utile que lorsque les démonstrations sont honnêtes. Une fois que la sélection naturelle a généré des démonstrations malhonnêtes, l’estimation de l’habileté d’un adversaire n’est plus fiable. Pour contrer ceci, la sélection naturelle favorise alors l’émergence d’une meilleure discrimination entre signaux honnêtes et malhonnêtes. Quand cela n’est pas suffisant, le contact physique entre deux individus est nécessaire pour que chacun se fasse une meilleure idée de la vraie menace que représente l’adversaire (Parker, 1974).
Cette théorie peut être mieux visualisée par un exemple, comme celui de l’interférence asymétrique, où la taille des compétiteurs est importante à l’issue du conflit (Young, 2003) :
En général, un individu appartenant à une espèce de grande taille est avantagé face à un individu appartenant à une espèce de petite taille. De plus, cette asymétrie a des influences sur le comportement agressif lors d’un combat. En effet, un individu dominant devrait en théorie être plus passif pendant un combat tandis que l’individu subordonné devrait montrer une activité plus agressive pour gagner le combat. De plus, les deux espèces de poisson étudiées ont des comportements agressifs et passifs, ce qui suggère qu’il y a eu divergence de l’agressivité au cours de l’évolution. Ce comportement observé peut être expliqué par le fait qu’un individu de grande taille possède un meilleur RHP et un plus vaste budget de fitness que son adversaire. Des modèles comme celui de Law (1997), suggèrent que dans certains types d’habitats où la compétition asymétrique est plus grande, les différences comportementales devraient être aussi plus grandes comparées à celles présentes dans des habitats à moins forte compétition asymétrique (Young, 2003). Il a été démontré que, lorsqu’une population adopte une ESS (stratégie évolutivement stable), celle-ci consiste à se battre seulement si l’adversaire le fait (Parker, 1974).
Cloaque comportemental
L'éthologue John B. Calhoun a montré en 1962 que des rats placés volontairement en situation de surpopulation développaient des troubles du comportement, dont une hyper-agressivité pour une partie d'entre eux. Calhoun a interprété ces résultats comme le fait que l'espace était une ressource, dont la rareté entrainait cette agressivité. Son analyse a été démentie lorsqu'on a transposé l'expérience à des êtres humains, les comportements inhabituels et l'agressivité étant attribuée à la trop grande multiplication des interactions sociales.

### Intoxications et agressivité
Des intoxications saturnines, alcooliques ou médicamenteuses peuvent induire un comportement agressif voire violent.
Par exemple, les barbiturates augmentent l'agressivité, et la « marijuana » semble la réduire. Par contre, la « marijuana » combinée avec le PCP (Phencyclidine) (concoction connue dans la rue sous le nom de « vaisseau d'amour ») produit fréquemment une explosion de violence mortelle. Le PCP radioactif révèle son influence sur le système limbique, coupant la partie émotionnelle du cerveau de l'action du cortex cérébral, la partie intellectuelle. La connaissance, le jugement et le raisonnement sont, alors, écartés, laissant l'individu à la merci de ses impulsions agressives. Avec cette drogue, des cas d'explosions subites de violence courent les rues. Mais, l'absorption de substances chimiques n'est pas la seule source de violences subites et incontrôlées.
En cas de crise d'hypoglycémie, la personne perd connaissance de ce qui se passe en elle et peut être plus que violent pendant quelques instants et atteindre un état semi-comateux. À des degrés différents, une crise d'hypoglycémie altère l'humeur, sans aller toujours jusqu’à l'extrémité des explosions de violence agressive. Dans la plupart des cas, le tableau clinique présente un excès de mauvaise humeur ou une tendance marquée à chercher querelle. L'agressivité est une des formes possibles de ce changement de comportement.
L'alcool peut désinhiber le contrôle de la violence. Les expressions populaires de « vin joyeux », « vin triste », « vin silencieux » et « in vino veritas » montrent bien que l'intoxication alcoolique n'est que le déclencheur de l'émergence d'une prédisposition comportementale.
L'intoxication par certains pesticides peuvent interférer la circulation de l'influx nerveux dans le cerveau et conduire à l'agressivité, ou au syndrome d'hyperactivité.
Sous certaines de ses formes, le suicide peut être considéré comme une violence agressive retournée contre soi-même, et l'agressivité peut être une voie de sortie du désespoir extrême dans la dépression. La langue anglaise désigne une personne dynamique par le vocable de aggressive person. L'agressivité dont on parle ici est celle des conduites violentes justiciables.
La chimie du cerveau et l'endocrinologie des déséquilibres hormonaux peuvent rendre intelligibles des sautes d'humeur dont l'exemple illustratif est le SPM ou syndrome prémenstruel. L'autre exemple est le déferlement de testostérone, l'hormone mâle.

## Sociologie et anthropologie
À certains moments de leur histoire, certaines sociétés valorisent et favorisent l'agressivité dont la guerre est l'expression extrême. Ce qui justifie la devise de l'UNESCO qui exprime l'idée que la guerre soit dans l'esprit des Hommes et que c'est dans l'esprit des Hommes qu'il faut ériger les remparts de la paix. Certaines cultures valorisent et favorisent la finesse et d'autres la force. Alors que la guerre apparaît comme la forme suprême, organisée et collective de l'agressivité.
L'anthropologue Marvin Harris a développé une théorie sur les origines de la guerre dans les sociétés non-étatiques, tribales et villageoises. Si la guerre est « naturelle », il n'y aurait pas besoin de tant d'efforts de propagande pour dresser les uns et les autres à s'entre-tuer. Le dressage, ici, se rapporte à ce que l'anglais nomme par shaping ou basic training dès l'enfance dans la famille, la parenté, l'école, le milieu social et à travers les jeux et les divertissements apparemment les plus inoffensifs, le rejet et le déni de l'autre, la compétition et la coopération.
Harris commence en répertoriant quatre théories les plus communes sur l'origine de la guerre : la guerre comme solidarité, la guerre comme jeu, la guerre comme nature humaine et la guerre comme continuation de la politique (Clausewitz entre autres).
Jacob Bronowski a formulé une synthèse à l'effet que la guerre soit le résultat de la conjonction d'une technologie appropriée avec la logique du pillage. La révolution verte de l'agriculture avec la domestication des animaux et des plantes a fait sortir l'humanité de l'errance perpétuelle et l'a perpétuée dans la terre et la pierre. La domestication du cheval s'encastra parfaitement dans cette logique du pillage et permit à des nomades du fin fond des steppes de foncer sur les cultivateurs fixés à leurs terres et aux temps des semailles et des récoltes et voler le fruit de leur travail. Ces cavaliers ont semé une très grande frayeur qui est à la source de la légende du « centaure » : être fabuleux mi homme-mi cheval formé de deux moitiés soudées ensemble. Cette tradition du pillage à travers les cavalcades s'est perpétuée chez les nomades chasseurs ou pastoraux des grandes plaines d'Afrique d'Amérique et d'Asie.
Dans cette perspective et en couvrant à la fois les sociétés non-étatiques et les sociétés étatiques, la guerre apparaît comme la forme et le moment de violence extrême d'un vol organisé dont l'objet peut être physique, imaginaire ou symbolique.

## Psychanalyse
L'agressivité est comprise comme une manifestation de l'union-désunion des pulsions de vie et de mort, selon la dernière théorie des pulsions de Freud. Le dualisme agressivité-sexualité lui correspond et la pulsion destructrice prend le dessus à l'occasion de la désunion et déclenche le comportement agressif.
Mélanie Klein, Daniel Lagache ou René Spitz ont écrit sur cette question.